# Хохотунья
Хохоту́нья, или степная чайка (лат. Larus cachinnans) — вид птиц из семейства чайковых. До недавнего времени обычно рассматривалась в качестве одного или нескольких подвидов более распространённой серебристой чайки, с которой, а также с восточной клушей, имеет много общего во внешнем облике и поведении. Впервые описана немецким учёным Петром Палласом в 1811 году.

## Ареал
Степная чайка гнездится главным образом на территории России и Украины в районах, примыкающих к Чёрному и Каспийскому морям, а также в меньшей степени в Казахстане, Венгрии, Беларуси и Польше. Населяет морские песчаные пляжи, морские острова, берега степных озёр и рек.

## Описание
Крупная светлая чайка изящного телосложения с небольшой головой, сильно покатым лбом, плавно переходящим в длинный и тонкий клюв, и относительно длинными ногами. Общими размерами почти не отличается от серебристой и средиземноморской чаек, но выглядит более лёгкой и стройной, с более плоской, грушевидной формы головой и длинной шеей. Длина 56—68 см, размах крыльев 130—158 см, масса 680—1590 г.
Как и другие крупные виды чаек, полный брачный наряд приобретает только на четвёртый год жизни (молодые хохотуньи до четырёх лет имеют серо-коричневую окраску с тёмными пестринами).

## Численность
Общая численность степной чайки в Европе оценивается в 108 000 — 175 000 взрослых особей. Продолжительность жизни степной чайки в естественных условиях достигает 15—18 лет.

## Размножение
К строительству гнезда птицы приступают с наступлением тепла. Его строят обе птицы из стеблей тростника, разнообразных злаков, листьев деревьев. Кладка состоит из 2—3 пёстрых яиц, похожих на яйца серебристой чайки. Насиживают оба родителя в течение 28—30 суток. Птенцы покидают гнездо в возрасте 45—50 дней.

## Питание
Рацион состоит преимущественно из рыбы. Также степные чайки едят фрукты, овощи, насекомых, червей и мелких млекопитающих. Поедают выкинутых на берег моллюсков.
Белого цвета, спина и плечи пепельные, крайние маховые перья чёрные с белыми вершинами. От серебристой чайки, на которую хохотунья походит как величиной, так и окраской, отличается более тёмной спиной, жёлтыми (а не красными) ногами, красным (а не жёлтым) кольцом вокруг глаз. Птенцы в первом оперении пестрые. Хохотуньи гнездятся большими колониями, преимущественно в южной, но также и в северной Европейской России по берегам морей и озёр, на островах, в устьях крупных рек. В Западной Европе — по берегам Средиземного моря заменяет собою серебристую чайку. В южных местностях указанной области хохотунья — оседлая птица. Обычный крик хохотуньи — резкий, неприятный хохот, кончающийся низкими нотами и доходящий постепенно до более высоких, на которых он обрывается. Крик, поднятый одной из обеспокоенных птиц, обыкновенно служит сигналом для волнения, быстро охватывающего всю колонию. Сотни птиц поднимаются в воздух и наполняют его оглушительным хохотом. Ни одна охота за рыбами, составляющими их главную пищу, — охота, в которой принимает участие всегда целое общество птиц, — не обходится без постоянных ссор, сопровождаемых тем же характерным хохотом.

## Галерея

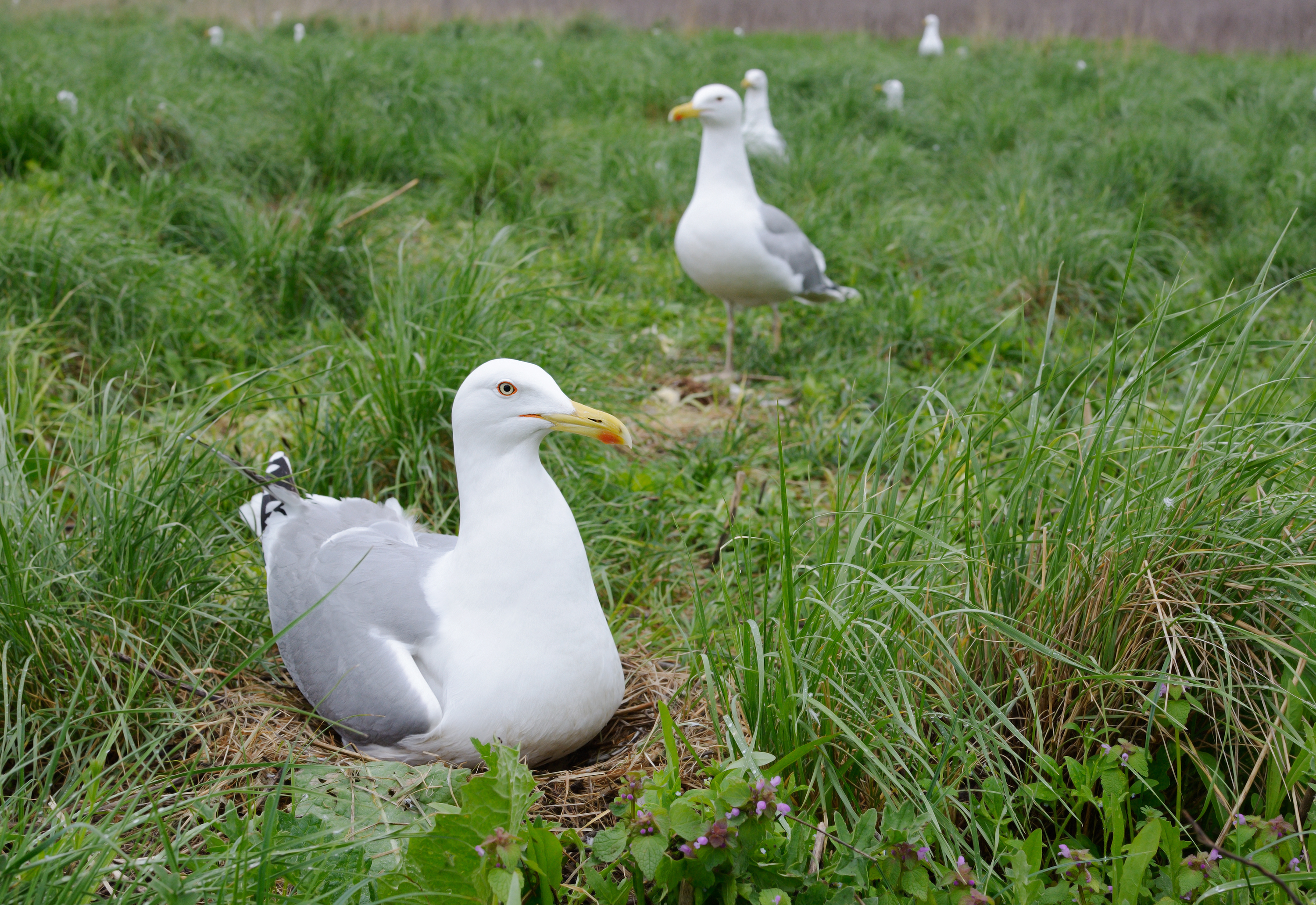
Гнездовая колония степных чаек (Украина)
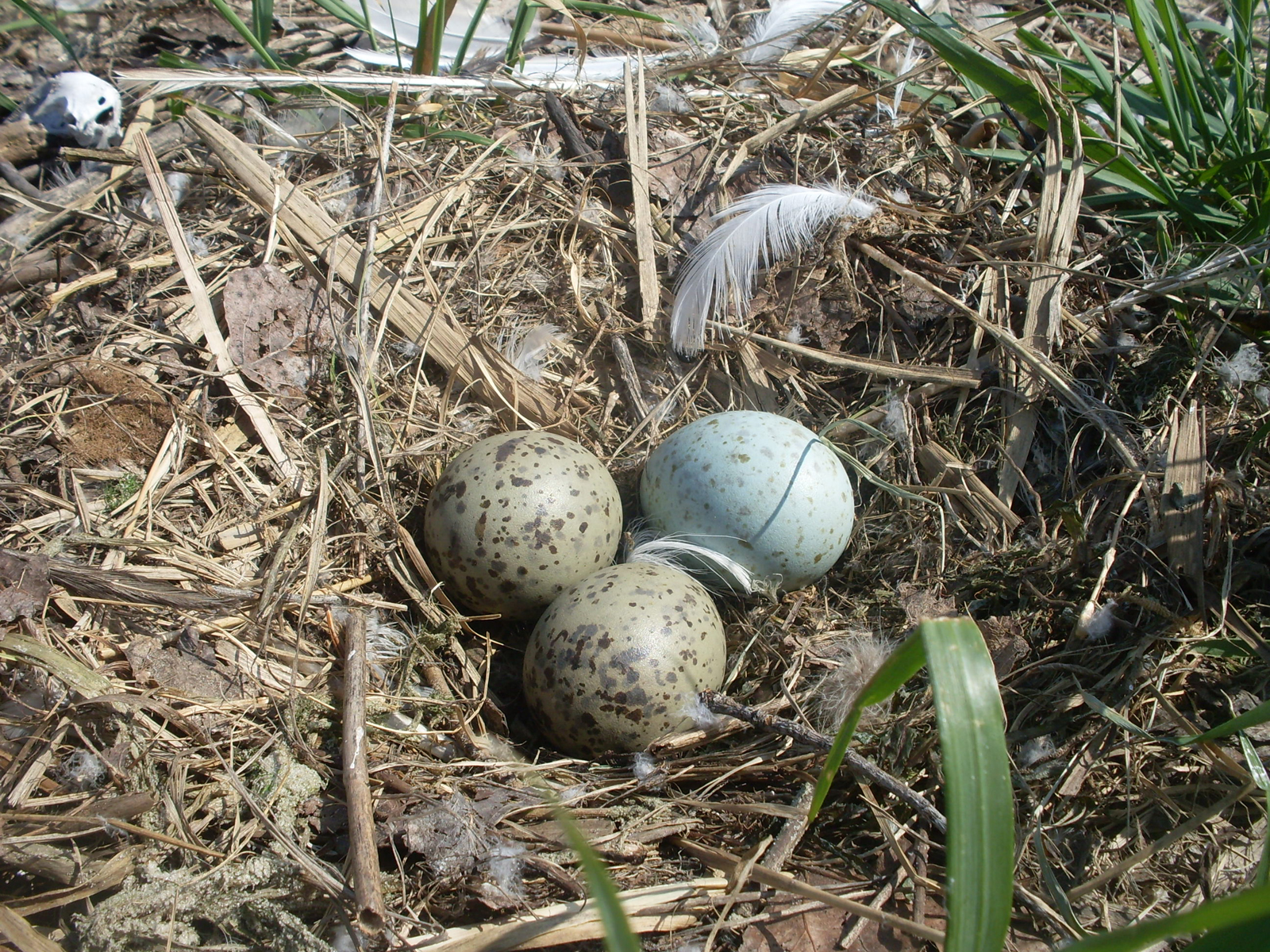
Гнездо с тремя яйцами
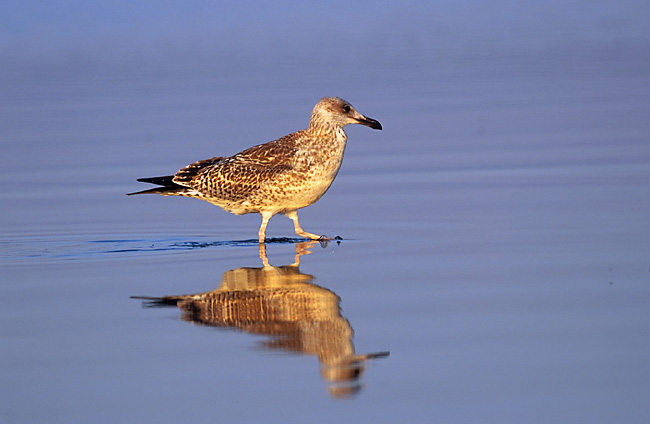
Молодая птица
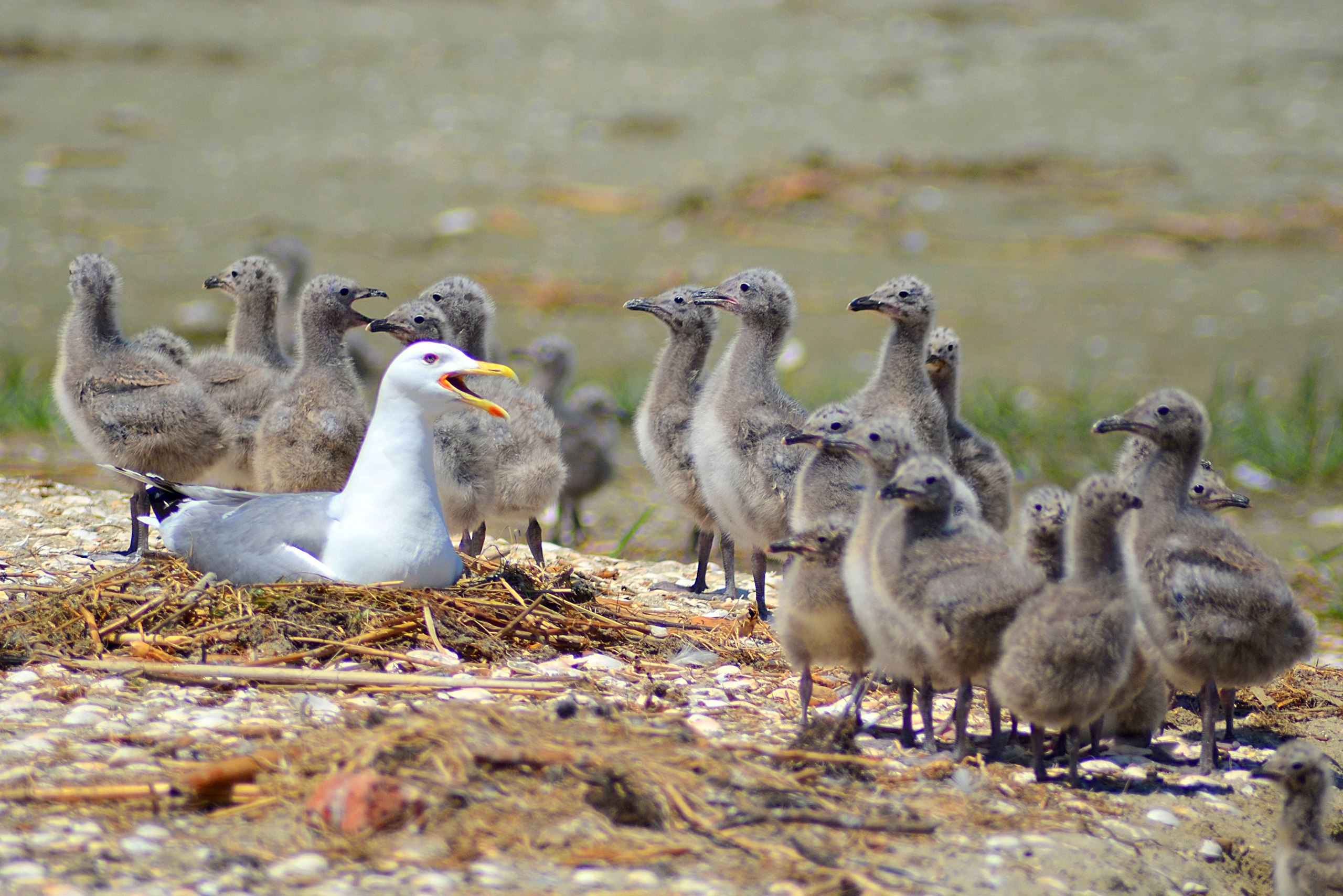
Степные чайки в Дунайском заповеднике (Украина)
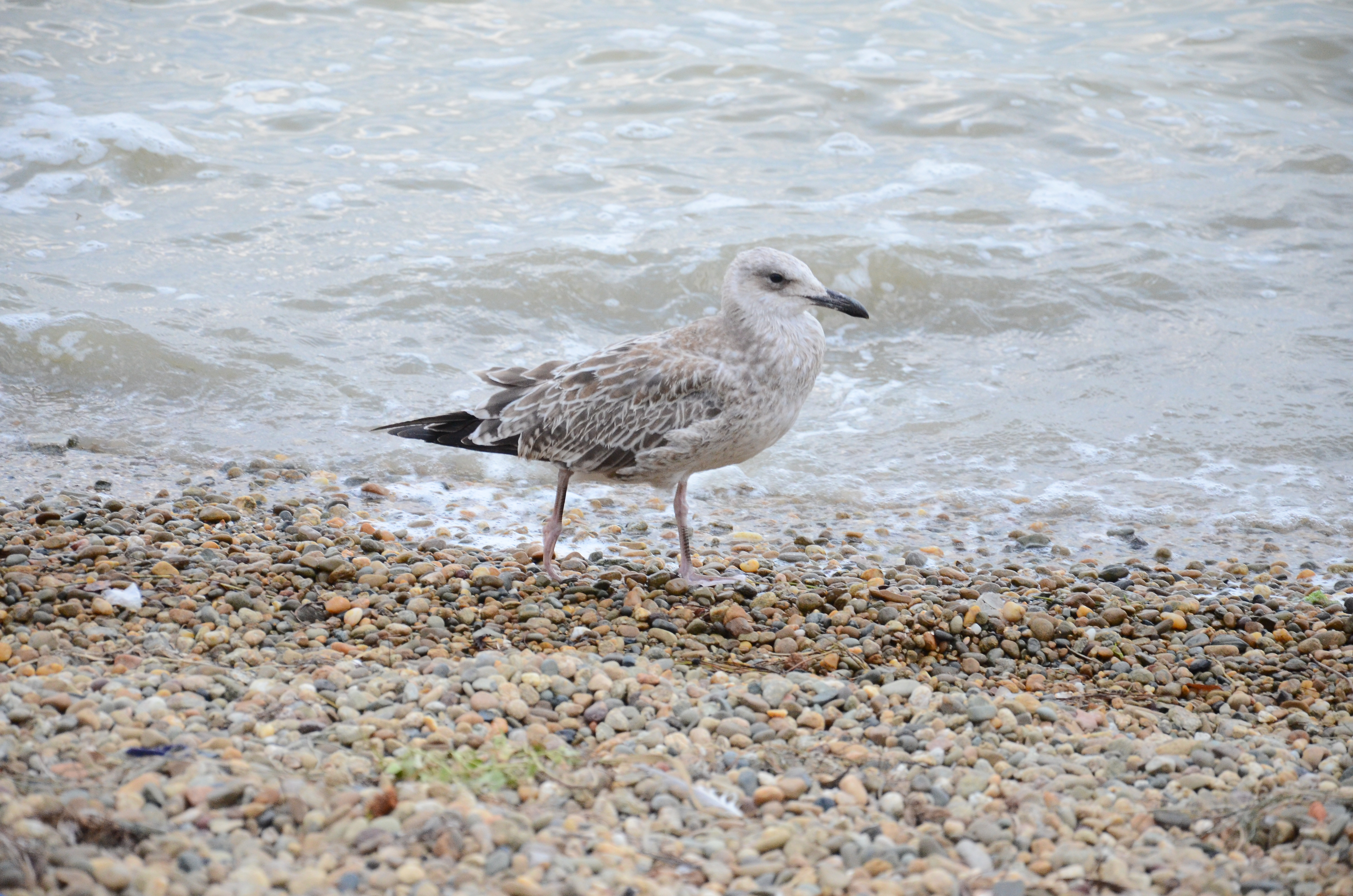
Молодая хохотунья в Ейске